# Грофовија Сицилија
Грофовија Сицилија је била норманска држава која је постојала у периоду од 1071. до 1130. године.

## Историја
Грофовија Сицилија створена је током норманског освајања Сицилије која се до 1091. године налазила у рукама муслимана (Емират Сицилија). Папа Никола II  признао је 1059. године норманском војсковођи Роберту Гвискарду титулу војводе Сицилије желевши да га подстакне да острво преотме од муслимана. Гвискард је са освајањем започео 1061. године. Десет година касније Нормани освајају Палермо који постаје престоница Војводства. Гвискард је задржао титулу војводе, а своме сину Роџеру дао је титулу грофа и поверио му власт над Сицилијом. Палермо, Месину и Вал задржао је за себе. Године 1091. муслимани су протерани са острва. Освајање и прикључење Малте Сицилији довршено је 1127. године. Након Робертове смрти долази до сукоба његових синова, Роџера II Сицилијанског и Вилијама II од Апулије. Спор је решио папа Калист II који је посредовао и издејствовао споразум. Роџер је помогао Вилијаму да угуши побуну у Апулији. Вилијам му је, за узврат, завештао своју земљу. Умро је 1127. године, а три године касније Сицилија и Апулија уједињењне су у Краљевину Сицилију.